# 帝景酒店
帝景酒店（英語：Royal View Hotel）是位於香港新界荃灣區汀九的一所酒店，由新鴻基地產興建和擁有，是帝港酒店集團（Royal Hotels Hong Kong）成員之一，於2007年落成啟用。酒店設688間客房及套房，面積由385平方呎至1,427平方呎。
酒店設施包括室外游泳池、健身中心及按摩池、寬頻上網服務等。多功能宴會廳可以用於舉辦不同類型的宴會。酒店位於汀九橋和屯門公路交匯處的下面，酒店至香港國際機場需要22-23分鐘車程。
2021年6月，新地因區內酒店供應充足、房屋需求殷切，而向城市規劃委員會申請將帝景酒店改裝為住宅。2022年6月22日，有關申請獲城規會通過。
2024年8月，新地再向城規會提交新發展方案重建為分層樓宇及社會福利設施用途，提供2幢14至15層高住宅，合共674伙單位，較舊方案多出13伙。同年12月20日，城規會審議後批准；項目同時包括長者日間護理中心。

## 交通
帝景酒店剛好在新界的士經營界線（即汀九交匯處）之西，所以乘搭市區的士及新界的士均可前往。

## 外部連結
- 帝景酒店 （页面存档备份，存于）